# Albugo candida
Albugo candida је паразитски протист из царства Chromalveolata, проузроковач биљне болести беле рђе. Најраспрострањенија је врста рода Albugo, а паразитира на самониклим и гајеним биљкама из фамилије купуса (Brassicaceae). Домаћин могу бити представници 241 врсте из 63 рода.

## Животни циклус[1]
Животни циклус врсте Albugo candida обухвата смену једрових фаза, односно полно размножавање по типу оогамије.
Неповољни вегетациони период (зиму) Albugo candida преживљава унутар домаћина, у стадијуму хаплоидне мицелије, или у облику диплоидног зигота (ооспоре). Ооспоре се најчешће налазе на семену биљака. При повољним условима, ооспора клија и мејотички се дели дајући до 60 хаплоидних мејозооспора. Мејозооспоре расту у мицелију, која се може уочити на надземним деловима биљке, где се развија у интерцелуларима, а у ћелије улази хаусторијама, и преко њих се снабдева хранљивим материјама.
Бесполно се мицелија може делити продукцијом бројних спорангија, које се гомилају испод епидермиса биљке док он не пукне. При пуцању, спорангије се распрше у спољашњу средину у виду беле прашкасте масе, а ветром или капима кише разносе се до других биљака. У зависности од влажности средине, на новом домаћину ће се спорангије развити у мицелију или митотичким деобама образовати зооспоре, које ће касније клијати у мицелију.
Полни процес почиње тако што се на мицелији формирају оогоније и/или антеридије, чијим спајањем се дешава оплођење. Зигот настаје у центру оогоније и у зрелом стању (ооспора) окружен је дебелим мрким зидом.

## Бела рђа[2]
Бела рђа је честа, али не и озбиљна болест биљака. Једини економски значајан ефекат има на производњу семена. Симптоми обољења су појава беличастих пустула са спорангијама на лицу листова, стаблима и цветовима, као и мрко-жуте пеге на наличју листова. Системска инфекција ооспорама изазива повећање масе (хипертрофију) и кривљење стабала и стерилност.